# Ted Nash
Ted Nash   (Melrose, 29 d'octubre de 1932 - Medford, 3 de juliol de 2021) fou un remer estatunidenc que va competir durant les dècades de 1950 i 1960.
El 1960 va prendre part en els Jocs Olímpics d'Estiu de Roma, on guanyà la medalla d'or en la prova del quatre sense timoner del programa de rem. Formà equip amb Arthur Ayrault, Rusty Wailes i John Sayre. Quatre anys més tard, als Jocs de Tòquio, guanyà la medalla de bronze en la mateixa prova. En aquesta ocasió formà equip amb Geofrey Picard, Richard Lyon i Theodore Mittet. En el seu palmarès també destaquen dues medalles d'or als Jocs Panamericans, el 1959 i 1963 i onze títols nacionals.
Una vegada retirat va exercir d'entrenador de rem durant més de quaranta anys.